# Gretsch White Falcon
 (juin 2025).
Si vous disposez d'ouvrages ou d'articles de référence ou si vous connaissez des sites web de qualité traitant du thème abordé ici, merci de compléter l'article en donnant les références utiles à sa vérifiabilité et en les liant à la section « Notes et références ».
La White Falcon est une guitare électrique semi-acoustique (hollow body) qui compte parmi les instruments emblématiques du fabricant américain Gretsch. Mise en vente en 1955, elle rencontra un grand succès.
Elle est habituellement composée d'un manche en érable et de touche en ébène. La Gretsch White Falcon est un instrument destiné aux sonorités country et rockabilly, mais cette guitare à un pan coupé est tout aussi utilisable pour les riffs rock. La guitare est laquée complètement en blanc, l'accastillage est doré et la vibration est assurée par un chevalet vibrato Bigsby. 
Parmi les guitaristes utilisant cet instrument figurent notamment Brian Setzer, Bryan Adams, Chet Atkins, Jeff Beck, John Frusciante, Neil Young, Eric Clapton, Eddie Cochran, Malcolm Young, Dave Grohl, Mike McCready, Robert Charlebois et Elvis Presley.